# تاتیانا سوارز
تاتیانا سوارز (انگلیسی: Tatiana Suarez؛ زادهٔ ۱۹ دسامبر ۱۹۹۰) کشتی‌گیر، ورزشکار هنرهای رزمی ترکیبی و کشتی‌گیر کشتی حرفه‌ای اهل ایالات متحده آمریکا است.